# PARVA
PARVA‏ (Parvin alpha) هوَ بروتين يُشَفر بواسطة جين PARVA في الإنسان.